# Brice Assié
Brice Assié, né le 3 juin 1983, à Koumassi, en Côte d'Ivoire, est un joueur ivoirien de basket-ball. Il évolue au poste d'ailier fort.